# حاييم الزعفراني
حاييم الزعفراني (بالفرنسية: Haïm Zafrani)‏ (ولد عام 1922 بمدينة الصويرة و توفي في 31 مارس 2004 بباريس) هو مؤرخ يهودي مغربي .

## مسيرته
ولد المؤرخ حاييم الزعفراني بمدينة الصويرة المغربية سنة 1922 اشتغل في قطاع التعليم مفتشا تربويا، ثم انتقل إلى فرنسا ليعمل بجامعة باريس الثامنة. أسس فيها شعبة الحضارة والدراسات الشرقية. هو مؤرخ متخصص في ثقافة اليهود الشرقيين والعلاقات بين اليهود والعرب. ألف حاييم الزعفراني خمسة عشر كتابا وأكثر من 150 مقالا حول اليهودية في الدول الإسلامية، وخاصة في المغرب، و ترتكز أبحاثه في العبرية، اليهودية العربية و اليهودية البربرية. له العديد من الجوائز نذكر منها: جائزة الأطلس الكبير سنة 1999 و جائزة المغرب سنة 2001 .

## مؤلفاته
للمؤرخ حاييم الزعفراني مجموعة من الكتب نذكر منها :
- الوضع القانوني للمرأة اليهودية بالمغرب
- ألف سنة من حياة اليهود في المغرب
- يهود الأندلس والمغرب
- ألفي سنة من حياة اليهود بالمغرب